# Janusz Karwacki
Janusz Karwacki (ur. 1940 w Wolbromiu) – polski malarz, grafik, rysownik, profesor Akademii Sztuk Pięknych w Krakowie.
Studiował na Wydziale Malarstwa i Grafiki ASP w Krakowie w l. 1960-1966 w pracowni prof. Konrada Srzednickiego i pracowni liternictwa Adama Stalony-Dobrzańskiego. Artysta zajmuje się malarstwem, grafiką i rysunkiem. Profesor zwyczajny na Wydziale Grafiki krakowskiej uczelni. Prowadził Pracownię Rysunku (od 1978).